# Circonscription de Robit
La circonscription de Robit est une des 135 circonscriptions législatives de l'État fédéré Amhara, elle se situe dans la Zone Nord Shoa. Son représentant actuel est Afrasa Gulte Yemru.